# Adamów (powiat łęczyński)
Adamów – wieś w Polsce położona w województwie lubelskim, w powiecie łęczyńskim, w gminie Cyców.
W latach 1975–1998 miejscowość należała administracyjnie do województwa chełmskiego.
Wieś stanowi sołectwo Cyców. Według Narodowego Spisu Powszechnego z roku 2011 wieś liczyła 145 mieszkańców.